# Elecciones regionales de Áncash de 2002
Las elecciones regionales de Áncash de 2002 se llevaron a cabo el 17 de noviembre de 2002 para elegir al presidente regional, al vicepresidente regional y al Consejo Regional para el periodo 2003-2006. La elección se celebró simultáneamente con elecciones regionales y municipales (provinciales y distritales) en todo el Perú.
La elección mostró un escenario político polarizado entre el Partido Aprista Peruano (ganador de los comicios con una diferencia de poco más de 3000 votos) y Perú Posible (ganador de las elecciones generales del año anterior). Freddy Ghilardi Álvarez resultó electo como presidente regional de Áncash, con un 27.55% de votos.

## Sistema electoral
El Gobierno Regional de Áncash es el órgano administrativo y de gobierno del departamento de Áncash. Está compuesto por el presidente regional, el vicepresidente regional y el Consejo Regional.
La votación del presidente, vicepresidente y consejo regional se realiza en base al sufragio universal, que comprende a todos los ciudadanos nacionales mayores de dieciocho años, empadronados y residentes en el departamento de Áncash y en pleno goce de sus derechos políticos.
El Consejo Regional de Áncash está compuesto por 20 consejeros elegidos por sufragio directo para un período de cuatro (4) años, en forma conjunta con la elección del presidente regional. La votación es por lista cerrada y bloqueada. Se asigna a la lista ganadora los escaños según el método d'Hondt o la mitad más uno, lo que más le favorezca.

## Partidos y candidatos
A continuación se muestra una lista de los principales partidos y alianzas electorales que participaron en las elecciones:
| Candidatura | Candidatura | Partidos y alianzas | Candidatos | Candidatos               | Ideología                                               | Ref. |
| ----------- | ----------- | --- | ---------- | ------------------------ | ------------------------------------------------------- | ---- |
|             | APRA        | Lista - Partido Aprista Peruano (APRA) |            | Freddy Ghilardi Álvarez  | Aprismo                                                 |      |
|             | AP          | Lista - Acción Popular (AP) |            | Próspero Senosaín Calero | Humanismo Nacionalismo cívico Reformismo                |      |
|             | UPP         | Lista - Agrupación Independiente Unión por el Perú - Frente Amplio (UPP)                                                                    |            | Antenogenes Haro Cruz    | Liberalismo Progresismo Socialdemocracia                |      |
|             | PP          | Lista - Perú Posible (PP) |            | Pedro Carranza López     | Socioliberalismo Democracia liberal Tercera vía         |      |
|             | SP          | Lista - Somos Perú (SP) |            | Víctor Moreno Quiroz     | Democracia cristiana Conservadurismo social             |      |
|             | UN          | Lista - Unidad Nacional (UN) – Partido Popular Cristiano (PPC) – Solidaridad Nacional (SN) – Renovación Nacional (RN) – Cambio Radical (CR) |            | Carlos Torrejón Ismodes  | Democracia cristiana Conservadurismo Neoliberalismo     |      |
|             | MNI         | Lista - Movimiento Nueva Izquierda (MNI) |            | María Domínguez Gómez    | Marxismo-leninismo Mariateguismo Socialismo democrático |      |
|             | RA          | Lista - Renacimiento Andino (RA) |            | Eliezer Vertiz Urbina    | Indigenismo Plurinacionalismo Socialdemocracia          |      |

## Resultados

### Sumario general
|                        |                                                                  |              |              |              |            |            |
| Partidos y coaliciones | Partidos y coaliciones                                           | Voto popular | Voto popular | Voto popular | Consejeros | Consejeros |
| Partidos y coaliciones | Partidos y coaliciones                                           | Votos        | %            | ±pp          | Total      | +/−        |
|                        | Partido Aprista Peruano (APRA)                                   | 115,218      | 27.55        | n/a          | 11         | n/a        |
|                        | Perú Posible (PP)                                                | 112,013      | 26.78        | n/a          | 4          | n/a        |
|                        | Renacimiento Andino (RA)                                         | 47,008       | 11.24        | n/a          | 2          | n/a        |
|                        | Somos Perú (SP)                                                  | 43,708       | 10.45        | n/a          | 1          | n/a        |
|                        | Unidad Nacional (UN)                                             | 43,702       | 10.45        | n/a          | 1          | n/a        |
|                        | Acción Popular (AP)                                              | 23,671       | 5.66         | n/a          | 1          | n/a        |
|                        | Movimiento Nueva Izquierda (MNI)                                 | 19,560       | 4.68         | n/a          | 0          | n/a        |
|                        | Agrupación Independiente Unión por el Perú - Frente Amplio (UPP) | 13,355       | 3.19         | n/a          | 0          | n/a        |
|                        |                                                                  |              |              |              |            |            |
| Total                  | Total                                                            | 418,235      |              |              | 20         | n/a        |
|                        |                                                                  |              |              |              |            |            |
| Votos válidos          | Votos válidos                                                    | 418,235      | 82.42        | n/a          |            |            |
| Votos en blanco        | Votos en blanco                                                  | 41,041       | 8.09         | n/a          |            |            |
| Votos nulos            | Votos nulos                                                      | 48,169       | 9.49         | n/a          |            |            |
| Votos emitidos         | Votos emitidos                                                   | 507,445      | 82.00        | n/a          |            |            |
| Abstenciones           | Abstenciones                                                     | 111,422      | 18.00        | n/a          |            |            |
| Votantes registrados   | Votantes registrados                                             | 618,867      |              |              |            |            |
|                        |                                                                  |              |              |              |            |            |
| Fuente:                |                                                                  |              |              |              |            |            |

### Autoridades electas
| Cargo                             | Autoridad electa | Autoridad electa            | Partido político | Partido político        |
| --------------------------------- | ---------------- | --------------------------- | ---------------- | ----------------------- |
| Presidente Regional de Áncash     |                  | Freddy Ghilardi Álvarez     |                  | Partido Aprista Peruano |
| Vicepresidente Regional de Áncash |                  | Eloy Narváez Soto           |                  | Partido Aprista Peruano |
| Consejero Regional de Áncash      |                  | Cosme Torres Drago          |                  | Partido Aprista Peruano |
| Consejero Regional de Áncash      |                  | Alfonso Galarreta Lau       |                  | Partido Aprista Peruano |
| Consejero Regional de Áncash      |                  | Manuel Román Echevarría     |                  | Partido Aprista Peruano |
| Consejero Regional de Áncash      |                  | Antenor Díaz Delgado        |                  | Partido Aprista Peruano |
| Consejero Regional de Áncash      |                  | Wualter Alfaro López        |                  | Partido Aprista Peruano |
| Consejero Regional de Áncash      |                  | Moisés López Castro         |                  | Partido Aprista Peruano |
| Consejero Regional de Áncash      |                  | Miguel Peralta Gonzales     |                  | Partido Aprista Peruano |
| Consejero Regional de Áncash      |                  | Roy Ypanaqué Otta           |                  | Partido Aprista Peruano |
| Consejera Regional de Áncash      |                  | Norka Coral Maguiña         |                  | Partido Aprista Peruano |
| Consejero Regional de Áncash      |                  | Carlos Vega Romero          |                  | Partido Aprista Peruano |
| Consejero Regional de Áncash      |                  | Martín Espinal Reyes        |                  | Partido Aprista Peruano |
| Consejero Regional de Áncash      |                  | Américo Benites Horna       |                  | Perú Posible            |
| Consejero Regional de Áncash      |                  | Marcos Flores Dolores       |                  | Perú Posible            |
| Consejero Regional de Áncash      |                  | Dante Mautino Camones       |                  | Perú Posible            |
| Consejero Regional de Áncash      |                  | Aristóteles Damián Espinoza |                  | Perú Posible            |
| Consejero Regional de Áncash      |                  | Amador Garay Campos         |                  | Renacimiento Andino     |
| Consejero Regional de Áncash      |                  | Simeón Blas Gregorio        |                  | Renacimiento Andino     |
| Consejero Regional de Áncash      |                  | Eduardo Martínez Huerta     |                  | Somos Perú              |
| Consejera Regional de Áncash      |                  | Mery Cano Cano              |                  | Unidad Nacional         |
| Consejero Regional de Áncash      |                  | Calixto Sánchez González    |                  | Acción Popular          |